# 大家さんと僕
『大家さんと僕』（おおやさんとぼく）は、矢部太郎による日本の漫画。主人公の「僕」と老女の「大家さん」の交流を描いた8コマストーリー作品。第22回手塚治虫文化賞短編賞を受賞。
続編『大家さんと僕 これから』、番外編『「大家さんと僕」と僕』が刊行されている。
矢部は、本作について、フィクションであり、大家さんは「僕自身が接し、話し、見ていた大家さんからイメージして作り上げたキャラクター」と説明している。

## 執筆の経緯
矢部が「大家さん」と京王プラザホテルでお茶をしていた際に、以前仕事で一緒になった漫画原作者の倉科遼に遭遇し挨拶に行く。てっきり矢部の祖母であると思っていた倉科だったが「大家さん」であると聞き、二人に興味を持ち、映画や舞台の脚本にしたいと矢部にプロット提供を依頼。後日、矢部が4ページほどの4コマ絵コンテとして持参したところ、漫画として発表することを勧められる（当初倉科はロードムービーを作ろうと思っていた）。よしもとの出版部にも掛け合い、「どこも出してくれなかったら俺が自費出版で出すから」とまで言う惚れ込みようだった。その後「小説新潮」に2016年4月号から2017年6月号まで連載された。
作画はデジタルで、連載中にペンタブレットから液晶タブレット、iPadに移行した。

## 刊行と反響
2017年10月、書き下ろし50ページを加えた単行本が刊行。あえて帯に矢部の写真やコンビ名を入れないという戦略をとったが、12月には15万部を超えるベストセラーとなる。翌年の2018年初頭には20万部を突破。
2018年5月、第22回手塚治虫文化賞短編賞を受賞。漫画家ではないお笑い芸人初の受賞となった。その後も版を重ね、2019年6月21日時点で78万4000部の売り上げとなった。
矢部は続きを描くつもりはなかったが、先輩芸人の博多大吉から「続編描かないの？」と聞かれたこと、当時入院中の「大家さん」に喜んでほしいという思いから、2018年5月、週刊新潮で連載を再開。2018年8月、大家さんが死去。一時連載が中断したが、2018年11月15日発売号から連載再開。
2019年6月26日、番外編『「大家さんと僕」と僕』が発売。7月25日、連載をまとめた続編『大家さんと僕 これから』が刊行された。
2021年6月時点でシリーズ累計発行部数は120万部を突破している。

## 書誌情報
新潮社より刊行。
- 『大家さんと僕』2017年10月31日発売 ISBN 978-4103512110
- 『大家さんと僕 これから』2019年7月25日発売 ISBN 978-4103512134
- 『「大家さんと僕」と僕』2019年6月26日発売 ISBN 978-4103512127
  - デビュー作がベストセラーになったあとの顛末を書き下ろした漫画の他、著名人からのメッセージやイラストを収録した番外編。電子書籍版は発売されていない。

## テレビアニメ
NHK総合テレビで2020年3月2日から6日まで5夜連続で5分間のショートアニメとして放送された。2020年6月8日から12日に6話から10話が放送された。2021年3月24日には、新作5話が放送された。

### キャスト
- 僕（矢部太郎） - 上川周作[14]
- 大家さん - 渡辺菜生子[14]

### スタッフ
- 原作『大家さんと僕』矢部太郎（カラテカ）[14]
- 制作 - 吉本興業[14]
- 監督 - 作田ハズム[14]
- 脚本 - 細川徹[14]
- アニメーション制作 - ファンワークス[14]
- 主題歌 - 矢野顕子「大家さんと僕」[14]

### 各話リスト
放送時間は23時45分から。2020年3月7日15時5分から全5話一挙放送が行われた。6話から10話は23:40から23:45。2021年3月24日には、新作5話が放送された。なお、第14話「花火」はアニメオリジナルエピソードである。放送時間は23:45から3月25日0:10。
| 話数   | サブタイトル       | 初放送日       |
| ------ | ------------------ | -------------- |
| 第1話  | おかえりなさい     | 2020年 3月2日  |
| 第2話  | おひとり暮らし     | 3月3日         |
| 第3話  | 大家さんの部屋     | 3月4日         |
| 第4話  | ライトとおやき     | 3月5日         |
| 第5話  | おすそわけ         | 3月6日         |
| 第6話  | うどんとホタル     | 6月8日         |
| 第7話  | 初めてのケンカ     | 6月9日         |
| 第8話  | 誕生日のサプライズ | 6月10日        |
| 第9話  | 新宿ランデブー     | 6月11日        |
| 第10話 | 僕の悩み           | 6月12日        |
| 第11話 | 遺品の整理         | 2021年 3月24日 |
| 第12話 | 赤いスーツケース   | 2021年 3月24日 |
| 第13話 | ライバル           | 2021年 3月24日 |
| 第14話 | 花火               | 3月25日        |
| 第15話 | 大家さんの誕生日   | 3月25日        |